# Aedes mathioti
Aedes mathioti är en tvåvingeart som beskrevs av Didier Fontenille och Jacques Brunhes 1984. Aedes mathioti ingår i släktet Aedes och familjen stickmyggor.
Artens utbredningsområde är Madagaskar. Inga underarter finns listade i Catalogue of Life.